# Paraonukia
Paraonukia är ett släkte av insekter. Paraonukia ingår i familjen dvärgstritar.
Kladogram enligt Catalogue of Life:
| Paraonukia | \| \| Paraonukia keitonis \| \| \| \| \| \| Paraonukia ochra \| \| \| \| |
|            | \| \| Paraonukia keitonis \| \| \| \| \| \| Paraonukia ochra \| \| \| \| |
|            | Paraonukia keitonis                                                      |
|            |                                                                          |
|            | Paraonukia ochra                                                         |
|            |                                                                          |